# 拿婆
拿婆，是福建民间信仰中的一位神祇，拿公的妻子。根据《闽都别记》的记叙，拿婆是宋代福建路邵武軍拿口镇人，其夫拿公为救当地百姓于投毒的瘟神，就抢夺并吞下了瘟神所有的毒丸，毒发而死，拿婆赶来伏尸痛哭，也吸入毒气身亡。死后与其夫一起成仙，先是成为当地的土神，后又成为井神、水神和水上航行之神、护佑船只平安。拿婆与拿公一起被供奉于拿公庙中，在福建和琉球群岛都有信众。